# The Yellow Shark
The Yellow Shark je album složené z koncertních nahrávek orchestrální hudby Franka Zappy, vydané měsíc před Zappovou smrtí 2. listopadu 1993.

## Seznam skladeb
1. "Intro" – 1:43
2. "Dog Breath Variations" – 2:07
3. "Uncle Meat" – 3:24
4. "Outrage at Valdez" – 3:27
5. "Times Beach II" – 7:31
6. "III Revised" – 1:45
7. "The Girl in the Magnesium Dress" – 4:33
8. "Be-Bop Tango" – 3:43
9. "Ruth Is Sleeping" – 5:56
10. "None of the Above" – 2:17
11. "Pentagon Afternoon" – 2:28
12. "Questi Cazzi Di Piccione" – 3:03
13. "Times Beach III" – 4:26
14. "Food Gathering in Post-Industrial America, 1992" – 2:52
15. "Welcome to the United States" – 6:39
16. "Pound for a Brown" – 2:12
17. "Exercise, No. 4" – 1:37
18. "Get Whitey" – 7:00
19. "G-Spot Tornado" – 5:17